# Вадоц, Кристиан
Кристиан Вадоц (венг. Vadócz Krisztián; родился 30 мая 1985, Будапешт) — венгерский футболист, полузащитник уругвайского клуба «Сентраль Эспаньол» и экс-футболист сборной Венгрии, за которую он выступал в 2004—2011 годах.

## Биография
6 сентября 2012 года Вадоц подписал контракт с клубом Датской Суперлиги «Оденсе». До этого он выступал за «Гонвед», «Осер», «Мотеруэлл», «Осасуну» и дважды (2007—2008, 2011—2012) за «НЕК». Также является экс-игроком сборной Венгрии, за которую провёл 40 матчей и забил два мяча.
В 2017—2018 годах играл за гонконгский клуб «Китчи», где некоторое время составлял связку с бывшим игроком сборной Уругвая Диего Форланом. Затем играл за «Гонвед», после чего ненадолго вернулся в «Китчи». В 2019 году вновь выступал за «Гонвед». После того, как Диего Форлан в декабре 2019 года стал главным тренером «Пеньяроля», он решил пригласить в команду Вадоца, поскольку в середину поля команде требовался опытный игрок. Руководство уругвайского клуба быстро решило все формальности и в 2020 году Вадоц стал игроком «Пеньяроля».

## Титулы и достижения
- Чемпион Гонконга (2): 2016/17, 2017/18
- Обладатель Кубка Гонконга (3): 2017, 2017/18, 2018/19
- Обладатель Суперкубка Гонконга (1): 2017